# سیکس مایل (آلاباما)
سیکس مایل (به انگلیسی: Six Mile) یک منطقهٔ مسکونی در ایالات متحده آمریکا است که در شهرستان مورگان، آلاباما واقع شده‌است. سیکس مایل ۱۹۰ متر بالاتر از سطح دریا واقع شده‌است.